# Alice Maud Fanner
Alice Maud Fanner ou Mme Taite, né en 1865 et morte en 1930, est une peintre de paysages britannique.

## Biographie

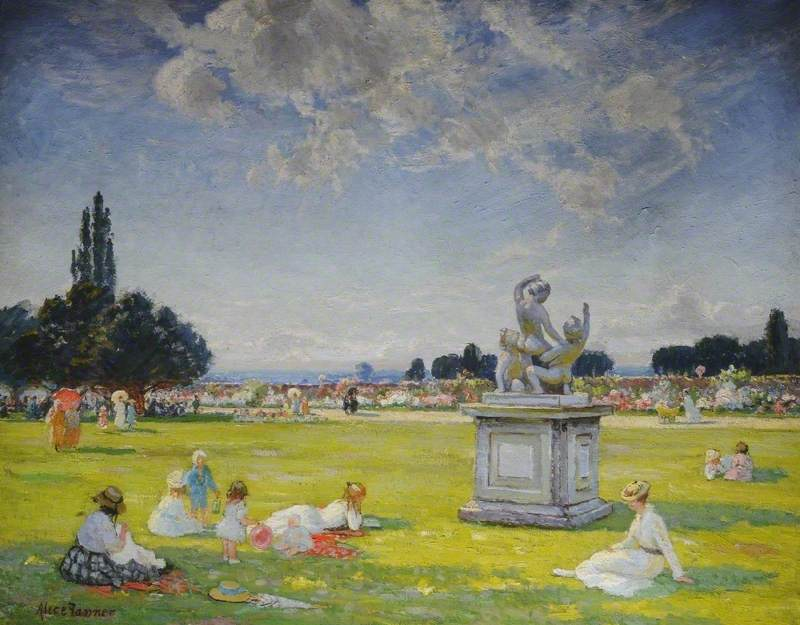
L'été à Hampton court

Alice Maud Fanner naît dans le Surrey. Elle étudie à la Slade School of Art et est une élève de Jules Olsson. Son œuvre Riverside Landscape est incluse dans le livre Women Painters of the World.